# ماريان إليوت (مخرجة)
ماريان إليوت (بالإنجليزية: Marianne Elliott)‏ هي مخرجة بريطانية، ولدت في 27 ديسمبر 1966 في لندن في المملكة المتحدة.

## وصلات خارجية
- ماريان إليوت على موقع IMDb (الإنجليزية)
- ماريان إليوت على موقع الموسوعة البريطانية (الإنجليزية)
- ماريان إليوت على موقع قاعدة بيانات برودواي على الإنترنت (الإنجليزية)
- ماريان إليوت على موقع قاعدة بيانات الفيلم (الإنجليزية)